# Bailleul-Sir-Berthoult
Bailleul-Sir-Berthoult – miejscowość i gmina we Francji, w regionie Hauts-de-France, w departamencie Pas-de-Calais.
Według danych na rok 1990 gminę zamieszkiwało 1077 osób, a gęstość zaludnienia wynosiła 115 osób/km² (wśród 1549 gmin regionu Nord-Pas-de-Calais Bailleul-Sir-Berthoult plasuje się na 537. miejscu pod względem liczby ludności, natomiast pod względem powierzchni na miejscu 361.).